# アビブ・コワテ
アビブ・コワテ（Habib Koité, 1958年 - ）はマリ共和国のシンガー・ソングライター。セネガル、ティエス生まれ。バマダというバンドを結成して活動している。
歌詞には、主に英語、フランス語、バンバラ語などを用いている。

## ディスコグラフィ

### アルバム
- Muso Ko, 1995
- w:Ma Ya, 1998
- w:Baro, 2001
- Live!, 2004
- w:Afriki, 2007
- Acoustic Africa in concert, 2011
- Brothers in Bamako, 2012
- Soô, 2014